# Ташкентская детская железная дорога
Ташкентская железная дорога — была прогулочной парковой железной дорогой, а также учреждением внешкольного образования детей в городе Ташкенте, Узбекистан. Располагалась в Национальном парке Узбекистана.

## История
Идея строительства детской железной дороги возникла 3 августа 1936 года, вскоре Президиумом Верховного Совета Узбекской ССР было принято решение о начале строительства. К 1 мая 1940 года первая очередь дороги была построена. Она представляла собой тупиковую S-образную линию длиной 1070 метров на берегу Комсомольского озера в центральном парке. На дороге имелись 2 станции — Солнечная и Заозерная. Для вождения поездов на дорогу был доставлен паровоз американской фирмы ALCO, прошедший капитальный ремонт в локомотивном депо Ташкент, там же были отремонтированы три пассажирских вагона Коломенского завода дореволюционной постройки.
В 1955 году была построена вторая очередь дороги, новая станция Комсомольская и мост через речку. С этого момента длина дороги составляла 1700 метров и более не изменялась.
В 1957 году из эксплуатации был выведен единственный паровоз Ташкентской ДЖД, а взамен выделен тепловоз ТУ1-002 — один из двух опытных образцов этой серии. Но проработал он недолго — в 1964 году на дорогу был выделен тепловоз ТУ2-114. А уже в 1970 году ТУ1-002 был списан, и вместо него дорога получила тепловоз ТУ2-064.
В 1960 году также был обновлён и вагонный парк дороги. Вместо дореволюционных пассажирских вагонов детской дороге выделили три новых пассажирских вагона Pafawag польской постройки. Эти вагоны прослужили на ДЖД до 1983-84 года, когда парк подвижного состава пополнился четырьмя вагонами ПВ51 постройки Демиховского машиностроительного завода. Еще некоторое время польские вагоны оставались на дороге в ожидании капитального ремонта, но вскоре стало понятно, что произвести обточку бандажей колесных пар вагонов негде, и они были переданы в Ангрен, на узкоколейку.
В 1988 году Ташкентская ДЖД получила два новых тепловоза ТУ7А-3045 и ТУ7А-3048, и тогда парк подвижного состава дороги составил сразу 4 тепловоза.
В 1989 году в Ташкенте открылся музей железнодорожной техники, в котором, кроме всего прочего, был проложен и небольшой участок узкоколейного пути. По нему пустили поезд для катания посетителей музея. Фактически, он стал филиалом Ташкентской ДЖД. Для организации движения на нем, с детской дороги в музей был передан тепловоз ТУ2-064. Некоторое время и филиал дороги в музее обслуживался детьми, но вскоре он стал обслуживаться только взрослыми.
После развала СССР Ташкентская ДЖД пришла в упадок. Новые власти провели политику декоммунизации: станция Комсомольская была переименована в станцию Навои в честь узбекского поэта Алишера Навои, летом 2003 года станция Солнечная была переименована в Ёшлик, что в переводе с узбекского означает «юность». Тепловоз ТУ2-064 был передан с Ташкентской детской железной дороги на новую узкоколейную железную дорогу в Ташкентском музее железнодорожного транспорта. Тепловоз ТУ2-114 через некоторое время был порезан.
В начале сентября 2017 года было объявлено о закрытии детской железной дороги. 18 сентября стало последним днем её работы — вскоре подвижной состав был вывезен, а пути разобраны.